# إبراهيم عبد الحليم
إبراهيم عبد الحليم احمد الزبير (15 مارس 1964 -)، مغني سوداني. ولد في الخرطوم - برى. درس الكيمياء بكلية العلوم جامعة الخرطوم ثم هاجر إلى ألمانيا وحصل على درجة الدكتوراة في الكيمياء الغير عضوية. عمل أستاذ جامعي لعدة اعوام
ثم انتقل للعمل في مجال الصناعة بجمهورية ألمانيا ويعمل الآن بالقسم العلمي لشركة المانية للإنتاج كيميائي ودوائي وهو أول أجنبي وأفريقي أسود يعين للعمل بهذه الشركة منذ تأسيسها عام 1835.

## بداياته الفنية
بدأ إبراهيم عبد الحليم رحلته الفنية في الثمانيات الميلادية، في عام 1985 م كانت بداية إبراهيم عبد الحليم مع عالم الغناء في سن مبكرة وهو طالب في جامعة الخرطوم مشاركا في كورالات كلية العلوم بجامعة الخرطوم ابان انتفاضة أبريل مع محمد ومحمود ميسرة السراج ود. منال بدرالدين والاستاذة امال النور
اثرت التراكمات الاسرية في مسيرته الفنية والتي اكتسبتها عبر تفرع اسرته فجزء من اسرته يلتصق باسرة الراحل الملحن خليل احمد فهو عمه في الحسبة واسرة الفنان محمد احمد داكو من اوائل عازفى العود والأهم اسرة حصاد التي طريقهم عايش الفنان إبراهيم عبد الحليم حقب زمنية مختلفة بداء بالكابلى وزيدان إبراهيم واحمد ربشة ومرورا بمحطة محمد الامين ويوسف الموصلى إلى نجم الدين الفاضل وعمر احساس، والتي اكسبته معرفة بعالم الغناء والعزف على العود جعلته في صراع ما بين الدراسة والفن، إلا انه في ألمانيا توسعت مداركه الفنية وبعد ان تقدم في الدراسات العليا، التحق بالمساء في اكاديمية موسيقية ودرس بها ابجديات الموسيقى وعلم الصوت
كذلك تقدم في العزف على العود وبدا يتأثر بالفنان محمد الامين الذي كان يزورهم في ألمانيا.

## الشعراء الذين تعاون معهم
غنى د.إبراهيم عبد الحليم من كلمات العديد من الشعراء، ومن أشهرهم:
- ابوبكر عبد الوهاب -هولندا
- محمد الامين الزين القرشى
- الطيب التوم -ألمانيا
- عبد المنعم سليمان -بلجيكا
- بشرى سليمان
- عوض ابوشيبة -المملكة العربية السعودية
- مجدى مسعد حنفى -دولة الإمارات العربية المتحدة
- هاشم احمد خلف الله
- الطيب التوم -ألمانيا
- تاج السر أبو العايلة -دولة الإمارات العربية المتحدة
- مدنى يوسف النخلى
- يوسف حمد ابوزيد -الولايات المتحدة
- بابكر ابوحنين
- الصحفى طارق شريف
- المذيع والاعلامى صلاح طه
- د. رماح بشير
- عبد الوهاب هلاوى
- سعد الدين إبراهيم

## الملحنين الذين تعاون معهم
لم يتعامل الفنان إبراهيم عبد الحليم مع اى ملحن بل قام بتلحين كل أعماله

## أبرز أعماله
له من الالبومات
- قلبى الحنين
- خيوط الشوق

## وصلات خارجية
- تعرف على الدكتور إبراهيم عبد الحليم الكيميائى المهاجر بالمانيا
- الدكتور إبراهيم عبد الحليم في تلفزيون السودان